# Загребтауер
Загребтауер (енгл. Zagrebtower) је облакодер на Сигечици у загребачкој четврти Трњу.

## Опис
Налази се на укрштењу Радничке цесте и Улице града Вуковара, а довршен је крајем 2006. године. Елиптичном небодеру од 22 спрата придружена је 8-спратна зграда с уредским простором и подземном паркирном гаражом. Читав комплекс садржи 26 000 квадратних метара уредског простора.
Потписивањем повеље и полагањем камена темељца 20. јануара 2005. године званично је започела градња Загребтауер, а завршена је 2006. године.

## Галерија
- Загребтауер, мај 2011. год.
- Загребтауер, мај 2011. год.
- Загребтауер између зграда